# ノノさんの朝ごはん
『ノノさんの朝ごはん』（ののさんのあさごはん）はSTVラジオで2022年4月2日から毎週土曜日7:30-8:00に放送されている料理をテーマにしたトーク番組。

## 概要
同枠では、北海道コンサドーレ札幌の社長時代から、野々村芳和がパーソナリティーを務めていた『GO!GO!コンサドーレ』というコンサドーレの応援番組が放送されていたが、2022年に日本プロサッカーリーグのチェアマンに就任したのに伴い、コンサドーレの応援番組から「正統派日本料理番組」を標榜した内容にリニューアルし、サッカーの話題から野々村の日常などをフリートーク形式でつづっている。
吉川は札幌のスタジオから、野々村は基本的にリモート出演をしている。

## タイムテーブル
- 07:30 - オープニングトーク
- 07:35ごろ - グレインミュージック
  - 聴取者から投稿された印象的なイントロ（グレートなイントロ）が特徴の2曲のイントロ部分だけを流し、野々村がその時点で聴きたい楽曲を選んでオンエアーするコーナー。
- 07:43ごろ - 今週のオーレ
  - 野々村が過ごしてきた1週間のスケジュールから訪れたサッカースタジアムやスタジアムグルメ、ご当地グルメを紹介するコーナー。

## 公開収録
2022年9月2日に札幌ドームで行われた 2022明治安田生命J1リーグ 第27節 セレッソ大阪戦の試合前に公開収録を実施した。その模様は9月3日に放送された。